# Comité Paralímpico Tunecino
El Comité Paralímpico Tunecino es el comité paralímpico nacional que representa a Túnez. Esta organización es la responsable de las actividades deportivas paralímpicas en el país y representa al país ante el Comité Paralímpico Internacional.